# 高橋遼伍
高橋 遼伍（たかはし りょうご、1989年2月22日 - ）は、日本の男性総合格闘家。兵庫県明石市出身。KRAZY BEE所属。第8代修斗環太平洋フェザー級王者。

## 来歴
中学まで明石のクラブチームでサッカーをしていが、中学3年の時に当時同じ身長だった山本“KID”徳郁が戦っているのを見て、高校から格闘技を始める。
2016年11月12日、Shooto Pacific Rim Double Championshipで平田智也と対戦し、2R TKO勝利。第8代修斗環太平洋フェザー級王者となった。
2018年4月、修斗環太平洋フェザー級王座のタイトルを返上。

### RIZIN
2024年3月23日、RIZIN初出場となったRIZIN LANDMARK 9で、元K-1ウェルター級王者の久保優太と対戦し、打撃でぐらつかせるシーンも見せたが、1-2の判定負け。
2024年12月8日、DEEP 123 IMPACTに出場し、GENJIと対戦。序盤に打撃を効かされる場面も見られたが持ち直し、右ストレートでダウンを奪うとサッカーボールキックの追撃で1R KO勝ち。
2025年3月15日、DEEP 124 IMPACTのDEEPフェザー級グランプリ1回戦で相本宗輝と対戦する予定だったが、相本が減量中に倒れ病院に搬送されたため欠場し、高橋が不戦勝で準決勝進出を果たした。
2025年5月5日、DEEP 125 IMPACTのDEEPフェザー級グランプリ準決勝でDEEPフューチャーキングトーナメント2021ライト級優勝の五明宏人と対戦し、3R5-0の判定勝ちを収め決勝に進出、同年7月に行われる決勝で水野新太と対戦することとなった。

## 人物
- 2013年４月から2014年3月まで吉本総合芸能学院東京校に在籍していた[7]。
- 2014年に西浦ウィッキー聡生・高谷裕之に敗れて連敗したことをきっかけにお笑い活動と格闘技を天秤にかけ、自身の心の中で情熱の強かった総合格闘技一本に絞ることにした[1]。
- カーフキックの名手として知られる。北米や世界中でカーフキックが使われ始める前から多用し続けていた[1]。

## 戦績

### プロ総合格闘技
| 総合格闘技 戦績 | 総合格闘技 戦績 | 総合格闘技 戦績 | 総合格闘技 戦績 | 総合格闘技 戦績 | 総合格闘技 戦績 | 総合格闘技 戦績 |
| --------------- | --------------- | --------------- | --------------- | --------------- | --------------- | --------------- |
| 23 試合         | (T)KO           | 一本            | 判定            | その他          | 引き分け        | 無効試合        |
| 16 勝           | 11              | 0               | 5               | 0               | 0               | 0               |
| 10 敗           | 4               | 0               | 6               | 0               | 0               | 0               |

| 勝敗 | 対戦相手             | 試合結果                                       | 大会名                                             | 開催年月日     |
| ×    | 水野新太             | 5分3R終了 判定0-5                              | DEEP 126 IMPACT 【DEEPフェザー級グランプリ決勝】   | 2025年8月17日  |
| ○    | 五明宏人             | 5分3R終了 判定5-0                              | DEEP 125 IMPACT 【DEEPフェザー級グランプリ準決勝】 | 2025年5月5日   |
| ○    | GINJI                | 1R 2:04 KO (右ストレート→サッカーボールキック) | DEEP 123 IMPACT                                    | 2024年12月8日  |
| ×    | 久保優太             | 5分3R終了 判定1-2                              | RIZIN LANDMARK 9                                   | 2024年3月23日  |
| ×    | キム・サンウォン     | 3R 0:00 TKO（ドクターストップ）                | PANCRASE 340                                       | 2023年12月24日 |
| ×    | オ・ホテク           | 5分3R終了 判定1-2                              | ONE FIGHT NIGHT 2                                  | 2022年9月30日  |
| ×    | アミール・カーン     | 5分3R終了 判定1-2                              | ONE130                                             | 2022年3月26日  |
| ×    | タン・カイ           | 1R 1:56 KO（スタンドパンチ）                   | ONE Fists of Fury 02                               | 2021年3月5日   |
| ○    | ユン・チャンミン     | 2R 2:52 KO（左フック)                          | ONE113 Inside the Matrix04                         | 2020年11月20日 |
| ×    | タン・リー           | 1R 2:51 KO (スタンドパンチ連打)                | ONE106                                             | 2020年1月10日  |
| ○    | 高橋孝徳             | 2R 2:13 TKO（右カーフキック）                  | SHOOTO 30th ANNIVERSARY TOUR 第6戦                 | 2019年7月15日  |
| ○    | キアヌ・スッバ       | 1R 1:46 TKO (脛の負傷)                         | ONE92                                              | 2019年5月3日   |
| ○    | 青井人               | 5分3R終了 判定2-0                              | Professional Shooto 10/15                          | 2017年10月15日 |
| ○    | アーノルド・クエロ   | 3R 1:30 TKO（右ローキック）                    | Professional Shooto 5/12                           | 2017年5月12日  |
| ○    | 平川智也             | 2R 2:01 TKO (タオル投入)                       | Shooto Pacific Rim Double Championship             | 2016年11月12日 |
| ○    | 内藤太尊             | 5分3R終了 判定3-0                              | Mobstyles: Fight and Mosh                          | 2016年4月23日  |
| ○    | 仲山貴志             | 2R 2:27 KO（パンチ）                           | 1.11 プロフェッショナル修斗公式戦                  | 2016年1月11日  |
| ○    | 三上譲治             | 1R 1:12 KO（パンチ）                           | MOBSTYLES 15th Anniversary TOUR FIGHT & MOSH       | 2015年5月3日   |
| ×    | 高谷裕之             | 2R 0:38 KO（左フック→パウンド）                | VTJ 6th                                            | 2014年10月4日  |
| ×    | 西浦“ウィッキー”聡生 | 5分3R終了 判定3-0                              | 修斗 2014年第4戦                                   | 2014年5月4日   |
| ○    | 土屋大喜             | 2R 3:27 TKO（肩の負傷）                        | 修斗 2014年第2戦                                   | 2014年3月16日  |
| ○    | 中澤伸悟             | 2R 0:32 TKO (パウンド)                         | Shooto Border Season5 First                        | 2013年4月7日   |
| ○    | 大道翔貴             | 5分2R終了 判定3-0                              | Shooto Border Season4 Third                        | 2012年12月9日  |
| ×    | 木内裕太             | 5分2R終了 判定0-2                              | Shooto Gig West14                                  | 2012年7月8日   |
| ○    | 天草ストロンガー四郎 | 1R 3:19 KO（パンチ）                           | Shooto Border Season4 First                        | 2012年4月1日   |
| ○    | 中山浩彰             | 5分2R終了 判定3-0                              | DEMOLITION XIGMA - RAGE -                          | 2011年7月17日  |

### 試合映像
1. ↑  『【試合映像】久保優太 vs. 高橋遼伍 / Yuta Kubo vs. Ryogo Takahashi - RIZIN LANDMARK 9 in KOBE』RIZIN公式YouTubeチャンネル、2024年。